# Christa Randzio-Plath
Christa Randzio-Plath (ur. 29 października 1940 w Raciborzu) – niemiecka polityk, adwokat, nauczyciel akademicki, posłanka do Parlamentu Europejskiego III, IV i V kadencji.

## Życiorys
Studiowała m.in. prawo i socjologię oraz dziennikarstwo na uniwersytetach w Kilonii, Bonn, Strasburgu i Amsterdamie. Zdała państwowe egzaminy prawnicze I i II stopnia, uzyskując uprawnienia adwokata. Praktykowała w zawodzie prawnika, pracowała także jako wydawca. Od 1976 do 1978 była zastępcą szefa gabinetu Rady Europy.
Wstąpiła w 1964 do Socjaldemokratycznej Partii Niemiec. Była członkinią władz tego ugrupowania na różnych szczeblach, m.in. przez wiele lat wchodziła w skład komitetu wykonawczego partii w Hamburgu. Kierowała też regionalną organizacją kobiecą socjaldemokratów.
W 1989 z listy SPD po raz pierwszy objęła mandat deputowanej do Parlamentu Europejskiego. W wyborach w 1994 i 1999 z powodzeniem ubiegała się o reelekcję z ramienia tej partii. Była m.in. członkinią grupy socjalistycznej, pracowała głównie w Komisji Gospodarczej i Walutowej (w V kadencji jako jej przewodnicząca). W PE zasiadała do 2004.
Powróciła do pracy zawodowej jako adwokat. Została profesorem Uniwersytetu w Hamburgu, a także w Kolegium Europejskim. Do 2010 pełniła także funkcję doradcy przy Komisji Europejskiej. W pracy naukowej zajęła się głównie europejską integracją monetarną, a także kwestią płci w prawie europejskim i międzynarodowym.